# L'ossessa - I raccapriccianti delitti di Monroe Park
L'ossessa - I raccapriccianti delitti di Monroe Park (The Touch of Satan) è un film del 1971 diretto da Don Henderson.

## Trama
Il giovane Jodie Lee Thompson è in viaggio per la California e lungo la strada si ferma brevemente in una fattoria. Qui incontra Melissa, la figlia del contadino, di cui si innamora subito. Jodie scopre ben presto che Melissa è in realtà una strega di 120 anni.